# Parnopes grandior
Parnopes grandior (Pallas, 1771) — вид ос з родини Chrysididae.

## Синоніми
- carnea (Fabricius) 1775;
- anomala (Block) 1799;
- episcopalis (Block) 1799;
- doursi (Siebel) (in Dours) 1874;
- caspicus Mocsary 1889, (grandior var.);
- fasciatus Mocsary 1889, (var.);
- intermedius Miiller 1909, (var.);
- iris Muller 1909, (var.);
- semiviolaceus  Semenov 1912, (var.);
- charon Trautmann and Trautmann 1919, (var.);
- viridifulgens Miiller 1941, (var.);
- turkestanicus  Semenov  1954, (ssp.);
- jemenensis Linsenmaier 1987, (ssp.).

## Поширення
Західнопалеарктичний: від Європи та Північної Африки до Південно-Західної Азії .

## Хазяї
Піщана оса Bembix rostrata (Linnaeus) (Crabronidae), у Південній Європі, можливо інші види роду Bembix Fabricius .